# 通德學校
通德學校（英語：Tung Tak School），英文簡寫為 TTSCH，是一所位於香港新界錦田城門新村的全日制政府津貼小學，為錦田及附近鄉村學童提供全面教育，於1954年創校。
2018年1月，九龍巴士有限公司捐出一部已退役的丹尼士三叉戟三型巴士予通德學校，該巴士被改裝成閱讀巴士，並命名為「KMB: Kids Miraculous Bus」。

## 校訓
以「忠、愛、勤、儉」為校訓。

## 歷史

### 學校歷史

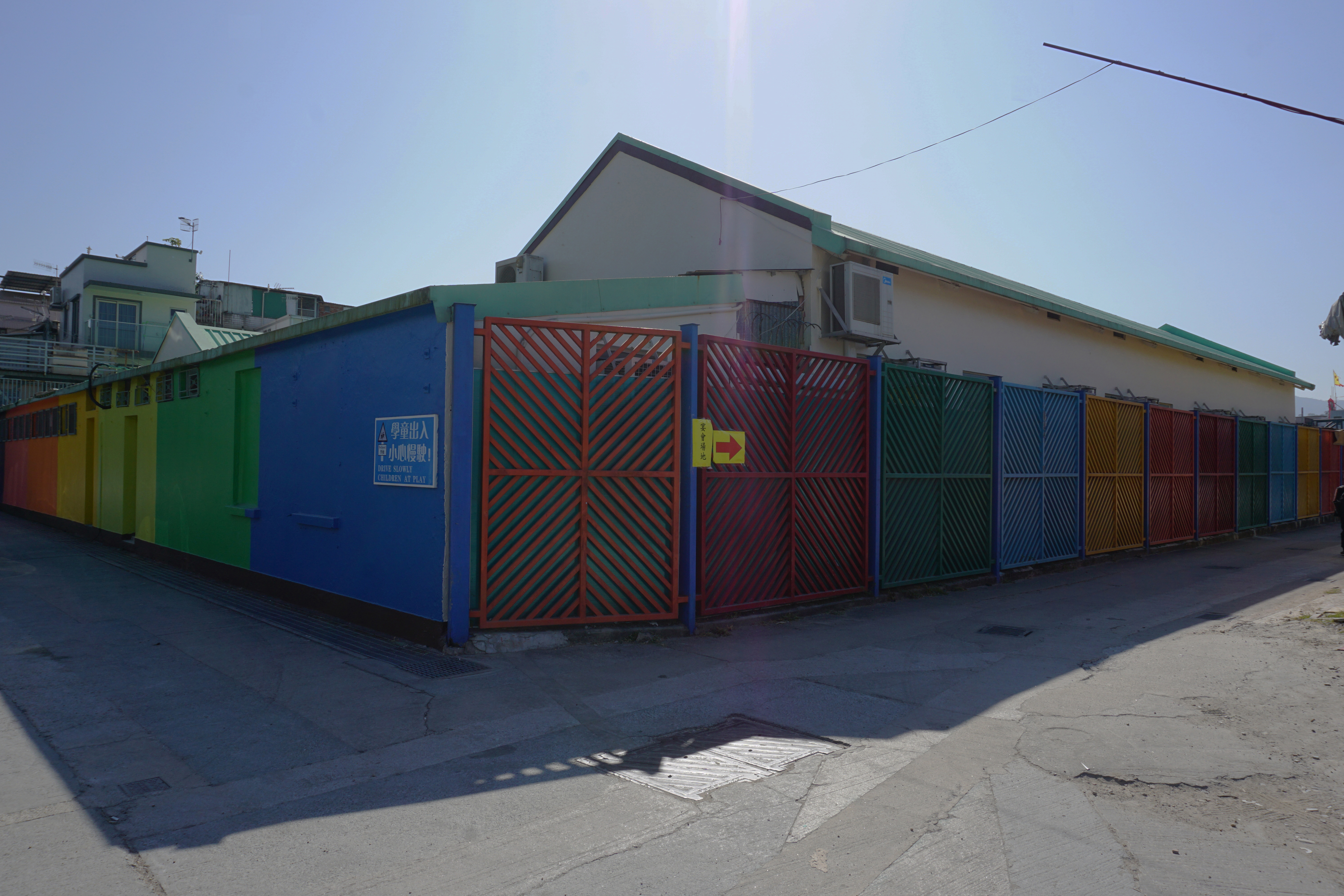
校舍北面（左）及西面（右）

創校於1954年至今。

## 校政管理
歷任校監
- ？－2015年：鄭任安 先生[2]（任內逝世）
- 2015年起：鄭樹明 先生

歷屆校長
- 1957年－1978年：張史文 先生[3]
- 1978年－1986年：鄭羣 先生[3]
- 1986年－2008年：鄭偉興 先生[3]
- 2008年－2017年：洪佩珠 女士[3]
- 2017年－2024年：黃偉立 先生[4]
- 2024年至今：顏鎧銘 女士

## 辦學宗旨
校方自稱堅持嚴謹的辦學態度，竭誠盡忠，努力服務坊眾，栽培莘莘學子，建立淳樸校風，除對學生灌輸知識外，更注重品德之培養，以「忠愛勤儉」為校訓，使學生養成正確的人生觀，日後為社會作出最大的貢獻。

### 家課政策
每天每班都由負責老師給予適量的家課，校方的目的在於促進學生的學習，以及鞏固學生在校學習的知識。

### 測驗及考試
學校舉行3次考試，並有多元學習評估。

### 教學模式

#### 多元學習評估
- 觀察評估
- 問卷調查評估
- 專題研習等評估

## 上課時間
| 上課時間：             | 星期： |
| 上午8時正至下午3時05分 | 一至五 |

午膳時間：下午12時40分至1時30分
每週上學5天，每週共有50節課堂，每天上課10節，每節35分鐘。

## 班級結構
一至六年級各設一班。

## 學校設備
- 該校設有：
  - 六間課室
  - 電腦室
  - 操場
  - 圖書館
  - 音樂室
  - 花園
  - 視藝室
  - 語文室

## 課外活動
課後活動有童軍、公益少年團、電腦班、畫班、口風琴班、舞蹈班、基督徒團契、田徑及籃球隊、小提琴班。

### 學藝班
學藝班：畫班、手鈴班、手工藝班、小信徒、運動興趣班、電腦、英文精英班、英文話劇、排球班、板球班及足球班。

## 校內活動
1. 學習體驗日
2. 週六天地及活動班
3. 小六壯志驕陽計劃
4. 聖誕聯歡會
5. 模範生選舉
6. 敬師日
7. 遊戲運動日
8. 升旗禮
9. 旅行日
10. 畢業教育營
11. 友校參觀
12. 猜燈謎
13. 才藝比賽

## 著名/傑出校友
- 章國明（1960年小二）：香港電影導演[5]
- 張恩光：前元朗公立聯光學校校長[6]
- 鄭偉興（1961年小六）：通德學校第三任校長[6]
- 洪佩珠（1970年小六）：通德學校第四任校長[7]
- 鄭運宏：興德學校第六任校長[6]
- 蔡劍冬：博愛醫院歷屆總理聯誼會鄭任安夫人千禧小學校長[6]

## 外部連結
- 通德學校 （页面存档备份，存于）
- 通德學校 - 學校資料 2007年
- Education Bureau School List by District